# Chenmingita
La chenmingita és un mineral de la classe dels òxids que pertany al grup de la marokita. Rep el nom en honor de Chen Ming (陈鸣) (n. 1957), investigador i professor de l'Institut de Geoquímica de Guangzhou, de l'Acadèmia Xinesa de Ciències.

## Característiques
La chenmingita és un òxid de fórmula química FeCr₂O₄. Va ser aprovada com a espècie vàlida per l'Associació Mineralògica Internacional l'any 2017, sent publicada per primera vegada el 2019. Cristal·litza en el sistema ortoròmbic. És un dimorf de la cromita, sent més dura que aquesta.
L'exemplar que va servir per a determinar l'espècie, el que es coneix com a material tipus, es troba conservat a la col·lecció de meteorits del Museu Frank H. McClung de la Universitat de Tennessee, a Knoxville.

## Formació i jaciments
Va ser descoberta al meteorit marcià Tissint, recollit al cercle de Tata, dins la província de Tata (Regió de Souss-Massa, Marroc). També ha estat descrita en un altre meteorit, el Suizhou, recollit a la República Popular de la Xina. Aquests dos meteorits són els únics llocs a tot el planeta on ha estat descrita aquesta espècie mineral.